# كارولين كاثرين ألين
كارولين كاثرين ألين (بالإنجليزية: Caroline Kathryn Allen)‏ هي عالمة نبات أمريكية، ولدت في 7 أبريل 1904 في باولينغ في الولايات المتحدة، وتوفيت في 6 أبريل 1975 في تشابل هيل في الولايات المتحدة.